# بیلی (تگزاس)
بیلی، تگزاس(به انگلیسی: Bailey, Texas) شهری در ایالت تگزاس از ایالات جنوبی ایالات متحده آمریکا است. در سرشماری سال ۲۰۰۰، جمعیت این شهر ۲۱۳ نفر اعلام شد.